# Brixworth
Brixworth is een civil parish in het bestuurlijke gebied Daventry district, in het Engelse graafschap Northamptonshire met 5228 inwoners.

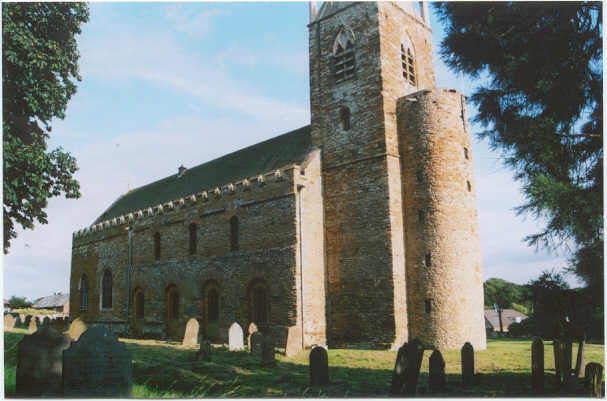